# NGC 1523
NGC 1523 је четворострука звезда у сазвежђу Златна риба која се налази на NGC листи објеката дубоког неба.
Деклинација објекта је - 54° 5' 16" а ректасцензија 4h 6m 11,0s. Привидна величина (магнитуда) објекта NGC 1523 износи 12,9. NGC 1523 је још познат и под ознакама ESO 156-**39.